# Kochia salsoloides
Kochia salsoloides là loài thực vật có hoa thuộc họ Dền. Loài này được Fenzl mô tả khoa học đầu tiên năm 1839.